# William Morrison, 1. Viscount Dunrossil

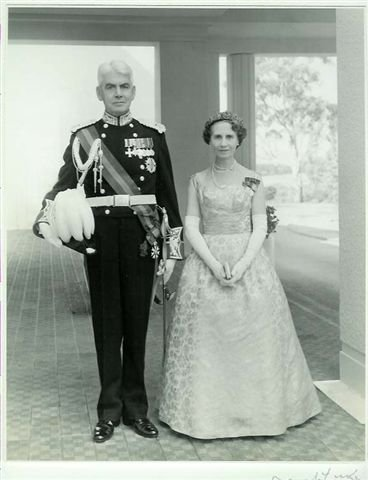
William Morrison, 1. Viscount Dunrossil und seine Ehefrau

William Shepherd Morrison, 1. Viscount Dunrossil GCMG, MC, KStJ, PC, QC (* 8. Oktober 1893 in Oban; † 3. Februar 1961 in Canberra) war ein britischer Politiker der Conservative Party, Sprecher des Unterhauses (House of Commons) sowie Generalgouverneur von Australien.

## Familie und berufliche Laufbahn
Der Vater von Morrison war als Bergmann in einer Diamantmine in Südafrika tätig, bis diese an die Firma DeBeers verkauft wurde. Anschließend ließ er sich als Farmer in Schottland nieder.
1912 begann er ein Studium der Kunst und Rechtswissenschaften an der Universität Edinburgh. Anschließend trat er im Ersten Weltkrieg in die British Army und diente anschließend in einem Artillerieregiment in Frankreich, wo ihm das Military Cross verliehen wurde. 1919 wurde er im Rang eines Hauptmanns aus dem Militärdienst verabschiedet. Daraufhin nahm er das Studium nochmals auf und erwarb 1920 einen Master of Arts (M.A.).
Zwischen 1922 und 1929 war er Privatsekretär des damaligen Solicitor General und Attorney General Thomas Inskip. 1923 wurde er auch zum Rechtsanwalt zugelassen.

## Politische Laufbahn

### Abgeordneter
Morrison begann seine politische Laufbahn 1923 und 1924 mit erfolglosen Wahlen zum Unterhaus für den Wahlkreis Western Isles.
1929 erfolgte dann schließlich seine Wahl zum Abgeordneten des House of Commons. Dort vertrat er als Nachfolger von Thomas Davies den Wahlkreis Cirencester and Tewkesbury. Er gehörte der Conservative Party an. Während seiner bis 1959 dauernden Parlamentszugehörigkeit erhielt er den Spitznamen „Shakes“ wegen seiner Initialen W. S. sowie seiner Vorliebe zur Nutzung von Shakespeare-Zitaten in seinen Reden.

### Minister und Oppositionszeit
1931 wurde er von Premierminister Ramsay MacDonald zum Parlamentarischen Sekretär beim Generalstaatsanwalt berufen. In das Kabinett von dessen Nachfolger Stanley Baldwin wurde er 1935 zunächst zum Finanzsekretär beim Schatzkanzler berufen. 1936 wurde er zum Mitglied des Privy Council berufen. Zugleich wurde er erstmals selbst Minister und übernahm unter Baldwin und dessen Nachfolger Neville Chamberlain bis 1939 die Leitung des Ministeriums für Landwirtschaft und Fischerei.
Während des Zweiten Weltkrieges war er unter Chamberlain 1939 bis 1940 Chancellor of the Duchy of Lancaster und Ernährungsminister und anschließend unter Premierminister Winston Churchill bis 1943 Generalpostmeister. Anschließend war er bis zur Niederlage von Churchill bei den Unterhauswahlen 1945 Minister für Stadt- und Landplanung.
Bei diesen Parlamentswahlen griff er die Labour Party von Clement Attlee an, indem er deren „Sozialismus“ kritisierte und behauptete, dass auch Adolf Hitler und Benito Mussolini als Sozialisten begonnen hätten. 1947 kritisierte er die bereits während des Krieges eingeführten Personalausweise als Beeinträchtigung für gesetzestreue Bürger und wegen deren angeblicher Ineffektivität.

### Parlamentssprecher
Nach der Wahlsieg der Conservative Party unter Churchill bei den Unterhauswahlen 1951 wurde er als Nachfolger des zurückgetretenen Douglas Clifton Brown zum Sprecher (Speaker) des House of Commons gewählt. Bei dieser Wahl kam es erstmals zu einer Wahl zwischen zwei Kandidaten, da die Labour Party nach der Wahlniederlage dieses Amt für sich beanspruchte und den bisherigen Stellvertretenden Unterhaussprecher James Milner für das Amt nominierte. 1959 schied Morrison aus dem Parlament aus und wurde durch seinen Parteifreund Harry Hylton-Foster als Speaker abgelöst.

### Mitglied des Oberhauses und Generalgouverneur von Australien
Nach seinem Ausscheiden aus dem House of Commons – als Abgeordneter folgte ihm sein Parteikollege Nicholas Ridley – wurde er als Speaker 1959, wie üblich, in den erblichen Adelsstand erhoben. Er führte daraufhin den Titel eines Viscount Dunrossil, of Vallaquie on the Isle of Uist in the County of Inverness und gehörte als solcher dem House of Lords an.
Im gleichen Jahr wurde er zum Generalgouverneur von Australien berufen. Zu diesem Zeitpunkt war in Australien selbst der Wunsch eines einheimischen Generalgouverneurs entstanden, allerdings wollte der damalige Premierminister Australiens, Robert Menzies, weiterhin einen Generalgouverneur aus dem Mutterland
. Am 2. Februar 1960 trat er sein Amt als Generalgouverneur an. Am 3. Februar 1961 verstarb er genau ein Jahr und einen Tag nach seiner Amtsübernahme in Canberra. Morrison war der einzige Generalgouverneur Australiens, der im Amt verstarb.
Seinen Titel Viscount Dunrossil übernahm sein Sohn John Morrison, der Karrierediplomat und 1983 bis 1988 Gouverneur von Bermuda war.